# Leptocypris guineensis
Leptocypris guineensis är en fiskart som först beskrevs av Jacques Daget 1962.  Leptocypris guineensis ingår i släktet Leptocypris och familjen karpfiskar. IUCN kategoriserar arten globalt som nära hotad. Inga underarter finns listade i Catalogue of Life.